# Ted Templeman
Ted Templeman, né Edward John Templeman le 24 octobre 1942 à Santa Cruz, est un réalisateur artistique américain. Parmi les artistes avec lesquels il a travaillé le plus longtemps figurent les groupes Van Halen et The Doobie Brothers et le chanteur Van Morrison ; il a produit plusieurs albums acclamés par la critique et à succès commercial par chacun d'eux.

## Biographie
Ted Templeman est né à Santa Cruz, Californie aux États-Unis, où il a commencé sa carrière au milieu des années 1960 en tant que batteur dans un groupe appelé The Tikis. À la suggestion du producteur de Warner Bros. Records, Lenny Waronker, le groupe a décidé de changer son nom en Harpers Bizarre (en) en 1966, Ted Templeman passant à la guitare et au chant. En 1967, le groupe a sorti l'album Feelin' Groovy, qui comprenait des titres écrites par Randy Newman qui sont apparus plus tard sur son album de 1972 Sail Away. Harpers Bizarre s'est dissous en 1970.
En septembre 1970, Templeman a commencé à travailler dans un poste A&R d'entrée de gamme pour Warner Bros. Records, auditionnant des cassettes de maquettes d'artistes inconnus. C'est alors qu'il découvre le groupe de motards basé à San Jose, The Doobie Brothers, et produit leur premier album éponyme The Doobie Brothers, suivi l'année suivante par l'album Toulouse Street,  qui atteint le statut de disque de platine grâce à le single à succès Listen to the Music Après le succès de Toulouse Street, Templeman a été promu producteur chez Warner Bros. Records et a poursuivi une longue relation professionnelle avec les Doobie Brothers, produisant de nombreux autres singles et albums à succès pour le groupe.
Une grande partie de son travail de réalisateur artistique, tout au long de sa carrière, a été réalisée en collaboration avec l'ingénieur du son Donn Landee de Sunset Sound Recorders à Hollywood, en Californie.
Le 2 février 1977, Ted Templeman a assisté à une performance en public de Van Halen au Starwood Lounge à Hollywood et a persuadé le président de Warner Bros., Mo Ostin, de signer le groupe. Ted Templeman a produit son premier album éponyme et a continué à produire six autres albums pour Van Halen.
Parmi les autres artistes pour lesquels Ted Templeman a produit des albums figurent Van Morrison, Captain Beefheart, Little Feat, Michael McDonald, Aerosmith, Eric Clapton, Nicolette Larson, Bette Midler, Allan Holdsworth et Cheap Trick.
Depuis la fin des années 1980, Templeman a travaillé plus sporadiquement. Au milieu des années 2000, il produit deux albums de Joan Jett and the Blackhearts, et en 2008, il recommence à travailler avec les Doobie Brothers pour leur album World Gone Crazy.

## Dans la culture populaire
Le co-créateur de la série Community et le festival Channel 101, Dan Harmon, a dépeint une version fictive de Ted Templeman dans la série Web Channel 101 Yacht Rock, une histoire satirique du soft rock. Deux épisodes de la série fictionnalisent les collaborations de Templeman avec The Doobie Brothers, Michael McDonald et Van Halen.

## Productions
- The Doobie Brothers, The Doobie Brothers (1971) (co-réalisé avec Lenny Waronker)
- Tupelo Honey, Van Morrison (1971) (co-réalisé avec Van Morrison)
- Clear Spot, Captain Beefheart (1972) (co-réalisé avec Don Van Vliet)
- Saint Dominic's Preview, Van Morrison (1972) (co-réalisé avec Van Morrison)
- Toulouse Street, The Doobie Brothers (1972)
- Sailin' Shoes, Little Feat (1972)
- The Captain and Me, The Doobie Brothers (1973)
- Montrose, Montrose (1973)
- Chunky, Novi & Ernie,  Chunky, Novi and Ernie (1973) (co-réalisé avec John Cale)
- What Were Once Vices Are Now Habits, The Doobie Brothers (1974)
- Paper Money, Montrose (1974) (co-réalisé avec Montrose)
- It's Too Late to Stop Now, Van Morrison (1974)
- Stampede, The Doobie Brothers (1975)
- The Beau Brummels, The Beau Brummels (1975)
- Another Passenger, Carly Simon (1976)
- Takin' It to the Streets, The Doobie Brothers (1976)
- Livin' on the Fault Line, The Doobie Brothers (1977)
- Time Loves a Hero, Little Feat (1977)
- Minute by Minute, The Doobie Brothers (1978)
- Van Halen, Van Halen (1978)
- Nicolette, Nicolette Larson (1978)
- Van Halen II, Van Halen (1979)
- Everything You've Heard Is True, Tom Johnston (1979)
- In the Nick of Time, Nicolette Larson (1979)
- Live at the Roxy, Nicolette Larson (1979)
- One Step Closer, The Doobie Brothers (1980)
- Women and Children First, Van Halen (1980)
- Radioland, Nicolette Larson (1981)
- Fair Warning, Van Halen (1981)
- If That's What It Takes, Michael McDonald (1982)
- Diver Down, Van Halen (1982)
- All Dressed Up and No Place to Go, Nicolette Larson (1980) (producteur exécutif)
- Carrera, Carrera (1983)
- Road Games, Allan Holdsworth (1983) (producteur exécutif)
- Farewell Tour, The Doobie Brothers (1983)
- Arcade, Patrick Simmons (1983)
- 1984, Van Halen (1984)
- VOA, Sammy Hagar (1984)
- Combonation, Combonation (1984)
- Crazy from the Heat, David Lee Roth (1985)
- Behind the Sun, Eric Clapton (1985) (co-réalisation de certaines chansons avec Lenny Waronker; autres chansons réalisées par Phil Collins)
- Done with Mirrors, Aerosmith (1985)
- No Lookin' Back, Michael McDonald (co-réalisé avec Michael McDonald et George Perilli)
- Eat 'Em and Smile, David Lee Roth (1986)
- Racing After Midnight, Honeymoon Suite (1988)
- BulletBoys, BulletBoys (1988)
- Take It to the Heart, Michael McDonald (co-réalisé avec Michael McDonald et Don Was)
- Private Life, Private Life (1989) (co-réalisé avec Edward Van Halen et Donn Landee)
- Atomic Playboys, Steve Stevens (1989) (producteur exécutif)
- Shadows, Private Life (1990) (co-réalisé avec Edward Van Halen et Donn Landee)
- Freakshow, BulletBoys (1991)
- For Unlawful Carnal Knowledge, Van Halen (1991) (co-produit avec Andy Johns)
- Lightning Rod Man, Lowell George & the Factory (1993)
- Za-Za, BulletBoys (1993)
- Seducing Down the Door: A Collection, 1970-1990, John Cale (1994)
- Woke Up With a Monster, Cheap Trick (1994)
- Mugzy's Move, Royal Crown Revue (1996)
- The Contender, Royal Crown Revue (1998)
- Bathhouse Betty, Bette Midler (1998)
- The Philosopher's Stone, Van Morrison (1998)
- Talk To Your Daughter, Robben Ford (1998) (producteur exécutif)
- The Postman: Music From the Original Motion Picture, artistes divers (1997) (réalisé 'You Didn't Have to be So Nice,' par Amy Grant et Kevin Costner)
- Naked, Joan Jett and the Blackhearts (2004) (co-réalisé avec Kenny Laguna, Bob Rock, Joey Levine, et Joan Jett)
- Sinners, Joan Jett and the Blackhearts (2006)
- World Gone Crazy, Doobie Brothers (2010)